# Arcata marginale di Drummond

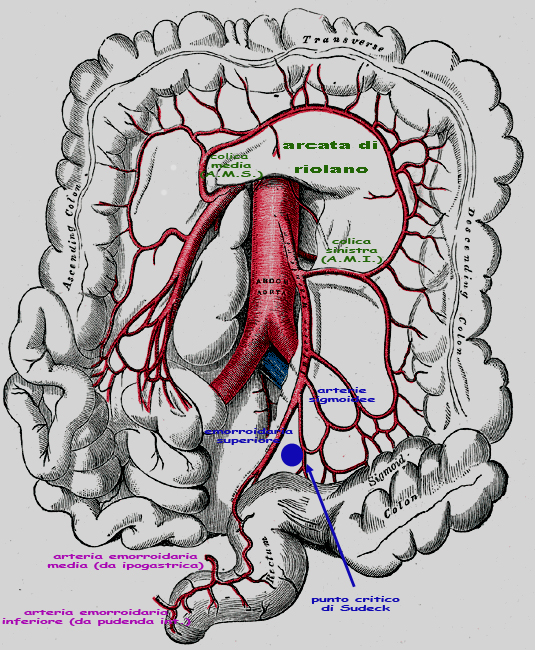
Rapporti tra arteria mesenterica inferiore e superiore

L'Arcata marginale di Drummond o Arteria marginale di Drummond è un ramo arterioso che nasce dalle anastomosi tra le varie branche dell'Arteria mesenterica superiore e poi della mesenterica inferiore e che corre addossato al margine interno del colon, dal cieco fino al sigma.

Fu descritta da Sir David Drummond, chirurgo inglese, nel 1913 per cui non è menzionata nelle prime edizioni del testo di Anatomia del Gray cui appartiene l'immagine riportata.
Può essere comunque ben immaginata facendo ricorso ad un paragone di Steward J. e Rankin FW. che nel 1933 la descrivevano come parte di una ruota di bicicletta in cui il cerchione è l'arcata vera e propria ed i raggi sono i rami delle due arterie mesenteriche.
Rappresenta un sistema molto valido nell'assicurate una vascolarizzazione collaterale (legata a più rami arteriosi) a tutti i segmenti del grosso intestino.

È ritenuta molto importante nella chirurgia resettiva del colon che richiede una attenta valutazione della irrorazione e quindi della vitalità dei monconi da anastomizzare. In questi interventi la legatura di una qualunque arteria colica, preliminare alla asportazione del segmento di intestino malato, non dovrebbe avere conseguenze sulla vascolarizzazione del moncone residuo per la presenza dell'arcata marginale di Drummond. 

Nella pratica invece, a causa del gran numero di anomalie e varianti che presenta il complesso sistema vascolare dell'Apparato digerente, può accadere che questa arcata non sia continua o sufficientemente rappresentata. Ciò crea delle aree critiche.
Un punto critico, individuato da Sudeck e conosciuto quindi come punto debole di Sudeck si trova sul sigma quando manchi o sia ridotta di calibro e quindi insufficiente l'anastomosi tra arteria sigmoidea ima e arteria emorroidaria superiore entrambe rami dell'arteria mesenterica inferiore.